# Hong Kong Senior Challenge Shield 2009/10
Der Hong Kong Senior Challenge Shield 2009/10, aus Sponsorengründen auch als Canbo Senior Shield bekannt, war die 108. Austragung eines K.-o.-Fußballwettbewerbs in Hongkong. Teilnehmer waren die neun Mannschaften der ersten Liga, der Hong Kong Premier League. Das Turnier begann am 10. Oktober 2009 und endete mit dem Finale im Siu Sai Wan Sports Ground am 30. Januar 2010. Titelverteidiger war der TSW Pegasus.

## Termine
| Runde         | Datum                               |
| ------------- | ----------------------------------- |
| 1. Runde      | 10. Oktober 2009 11. Oktober 2009   |
| Viertelfinale | 25. Dezember 2009 26. Dezember 2009 |
| Halbfinale    | 10. Januar 2010                     |
| Finale        | 30. Januar 2010                     |

## Erste Runde
|                                              | Ergebnis |                 |
| -------------------------------------------- | -------- | --------------- |
| 10. Oktober 2009 (Siu Sai Wan Sports Ground) |          |                 |
| Tuen Mun Progoal FC                          | 0:2      | Tai Chung       |
| 10. Oktober 2009 (Siu Sai Wan Sports Ground) |          |                 |
| NT Realty Wofoo Tai Po                       | 3:0      | Happy Valley AA |
| 11. Oktober 2009 (Tsing Yi Sports Ground)    |          |                 |
| Shatin SA                                    | 0:2      | Citizen AA      |

## Viertelfinale
|                                               | Ergebnis  |                        |
| --------------------------------------------- | --------- | ---------------------- |
| 25. Dezember 2009 (Hong Kong Stadium)         |           |                        |
| Fourway Rangers                               | 1:3       | Kitchee SC             |
| 25. Dezember 2009 (Hong Kong Stadium)         |           |                        |
| South China AA                                | 3:0       | Tai Chung              |
| 26. Dezember 2009 (Siu Sai Wan Sports Ground) |           |                        |
| Sun Hei SC                                    | 2:1 n. V. | NT Realty Wofoo Tai Po |
| 26. Dezember 2009 (Siu Sai Wan Sports Ground) |           |                        |
| TSW Pegasus                                   | 3:2 n. V. | Citizen AA             |

## Halbfinale
|                                     | Ergebnis |                |
| ----------------------------------- | -------- | -------------- |
| 10. Januar 2010 (Yuen Long Stadium) |          |                |
| Kitchee SC                          | 3:2      | TSW Pegasus    |
| 10. Januar 2010 (Yuen Long Stadium) |          |                |
| Sun Hei SC                          | 0:2      | South China AA |

## Finale
|                                             | Ergebnis |                |
| ------------------------------------------- | -------- | -------------- |
| 30. Januar 2010 (Siu Sai Wan Sports Ground) |          |                |
| Kitchee SC                                  | 2:4      | South China AA |